# AMT (Genova)
L'AMT, sigla di Azienda Mobilità e Trasporti, è una società per azioni, a capitale totalmente pubblico, concessionaria in esclusiva dei servizi di trasporto pubblico locale in tutta la città metropolitana di Genova.
Nel 2017 ha trasportato circa 136 milioni di passeggeri.

## Storia
Il servizio di Tram è stato in funzione a Genova dal 1878 fino al 27 dicembre 1966 quando l'ultima corsa ha mandato in rimessa l'ultima vettura. Nel 1878 la Compagnia Generale Francese dei Tram aveva installato la prima linea di tram a cavalli tra piazza Principe e Sampierdarena, costruendo anche una galleria per attraversare il colle di San Benigno, dove sorge la Lanterna di Genova, che costituiva un ostacolo alle comunicazioni tra il Comune di Genova e quello, a quel tempo autonomo, di Sampierdarena.

L'introduzione della trazione elettrica spettò tuttavia alla società Ferrovie Elettriche e Funicolari (FEF) che, a partire dal 1893, aveva iniziato a gestire la prima linea tra piazza Corvetto e piazza Manin. Passano ancora due anni e, nel 1895 la UITE (Unione Italiana Tram Elettrici) si sostituisce alla Compagnia Generale Francese dei Tram mentre a levante, nel 1897, l'espansione della rete tranviaria viene affidata alla società anonima Tram Orientali (TO). Nei primi anni del XX secolo tocca poi alla la AEG (Allgemeine Elektrizitäts Gesellschaft) rilevare il controllo di tutte e tre le compagnie (FEF, UITE e TO) che gestivano il trasporto pubblico dell'insieme dei diciannove comuni che costituivano la Grande Genova.

### Le origini
A partire dagli anni quaranta dell'Ottocento, a Genova iniziarono a circolare alcuni servizi omnibus. In particolare nel 1841 l'armatore Raffaele Rubattino istituì un pubblico servizio di omnibus per congiungere Sampierdarena a Ponte Pila, intuendo la necessità di più veloci collegamenti tra Genova e il nascente polo industriale sampierdarenese.
Nei decenni successivi le comunicazioni all'interno dell'attuale territorio comunale furono agevolate dalla costruzione di varie ferrovie: nel 1853 fu aperta la tratta Brignole-Busalla, nel 1856 la tratta Sampierdarena-Voltri e nel 1868 la tratta Brignole-Chiavari.
Alla fine dell'Ottocento il servizio pubblico a Genova era affidato a tre diverse società, che sfruttavano solo in piccola parte le concessioni a loro attribuite:
- La FEF (Società di Ferrovie Elettriche e Funicolari), a capitale svizzero, gestiva dal 1893 una sola linea di tram elettrici tra piazza Manin e piazza Corvetto, lunga poco più di un chilometro;
- La TO (Società Tramways Orientali), a capitale italiano e belga, si era addirittura limitata allo studio di progetti di massima relativi alla realizzazione di una tranvia a vapore da Genova a Nervi;
- La Compagnie Générale Française des Tramways operava dal 1878 e gestiva gli omnibus di Genova centro, nonché il servizio di tram a cavalli su rotaia con il ponente cittadino (il capolinea era a Pegli) e con la val Polcevera (con capolinea a Pontedecimo)[3]. Le linee di omnibus erano le seguenti:
  - Piazza Annunziata - Sestri Ponente
  - Piazza De Ferrari - Staglieno
  - Piazza De Ferrari - San Francesco d'Albaro
  - Piazza De Ferrari - Ponte Carrega
  - Porta d'Arco - Nervi
  - Genova - Apparizione
  - Piazza Frugoni - Bavari[4].

Per completezza bisogna ricordare che nel 1891 era entrata in servizio la funicolare idraulica di Sant'Anna.

### L'UITE
Nel 1894 la società tedesca AEG (Allgemeine Elektrizitäts Gesellschaft) acquisisce FEF e TO.
Nel 1895 AEG fonda due nuove società: le OEG (Officine Elettriche Genovesi), che, a seguito dell'acquisizione della Società Genovese di Elettricità, avrà il monopolio della distribuzione di elettricità per la trazione dei tram, e l'UITE (Unione Italiana Tramways Elettrici), che provvederà all'elettrificazione delle linee della Compagnia Generale Francese di Tram.
Sotto il controllo della nuova proprietà, FEF e TO realizzano in pochi anni una rete tranviaria lunga oltre 53 km.
Nel 1901 FEF e TO vengono incorporate in UITE, che diventa quindi l'unico gestore del trasporto pubblico nel genovesato, lungo la costa da Nervi a Voltri e lungo le vallate fino a Prato e Pontedecimo.
A causa dello scoppio della grande guerra la proprietà dell'UITE passa ad alcuni imprenditori italiani.
Nel 1927 il comune di Genova acquisisce la maggioranza delle azioni della società.

### Trasformazione in Azienda Municipalizzata
L'UITE mantiene il suo status di società fino al 1965, anno in cui il comune ne acquista la totalità delle quote azionarie e la rinomina AMT (Azienda Municipalizzata Trasporti).
Era intanto iniziata una profonda trasformazione dell'azienda che porterà allo smantellamento di tutte le linee tranviarie entro il 1966, sostituite con filovie (anche queste poi smantellate definitivamente nel 1973) e con autolinee.
L'AMT, tramite l'acquisizione di piccole aziende di trasporto spesso in crisi finanziaria, arriverà anche a gestire l'intero servizio extraurbano del bacino di Genova.
Nel 1990, in occasione dei Mondiali di Calcio, viene inaugurato il primo breve tratto della nuova linea di metropolitana, tra via Brin e piazza Dinegro, prolungato nel 1992 alla stazione di Piazza Principe.
Nel 1998 viene inaugurata la nuova linea filoviaria tra il quartiere della Foce e il World Trade Center a Sampierdarena; a causa di successivi lavori stradali e di cambiamenti dei sensi di marcia in alcune strade del centro cittadino, tra il 2000 e il 2007 è stata per lungo tempo completamente chiusa, quindi utilizzata solo parzialmente nella parte a levante.

### La privatizzazione

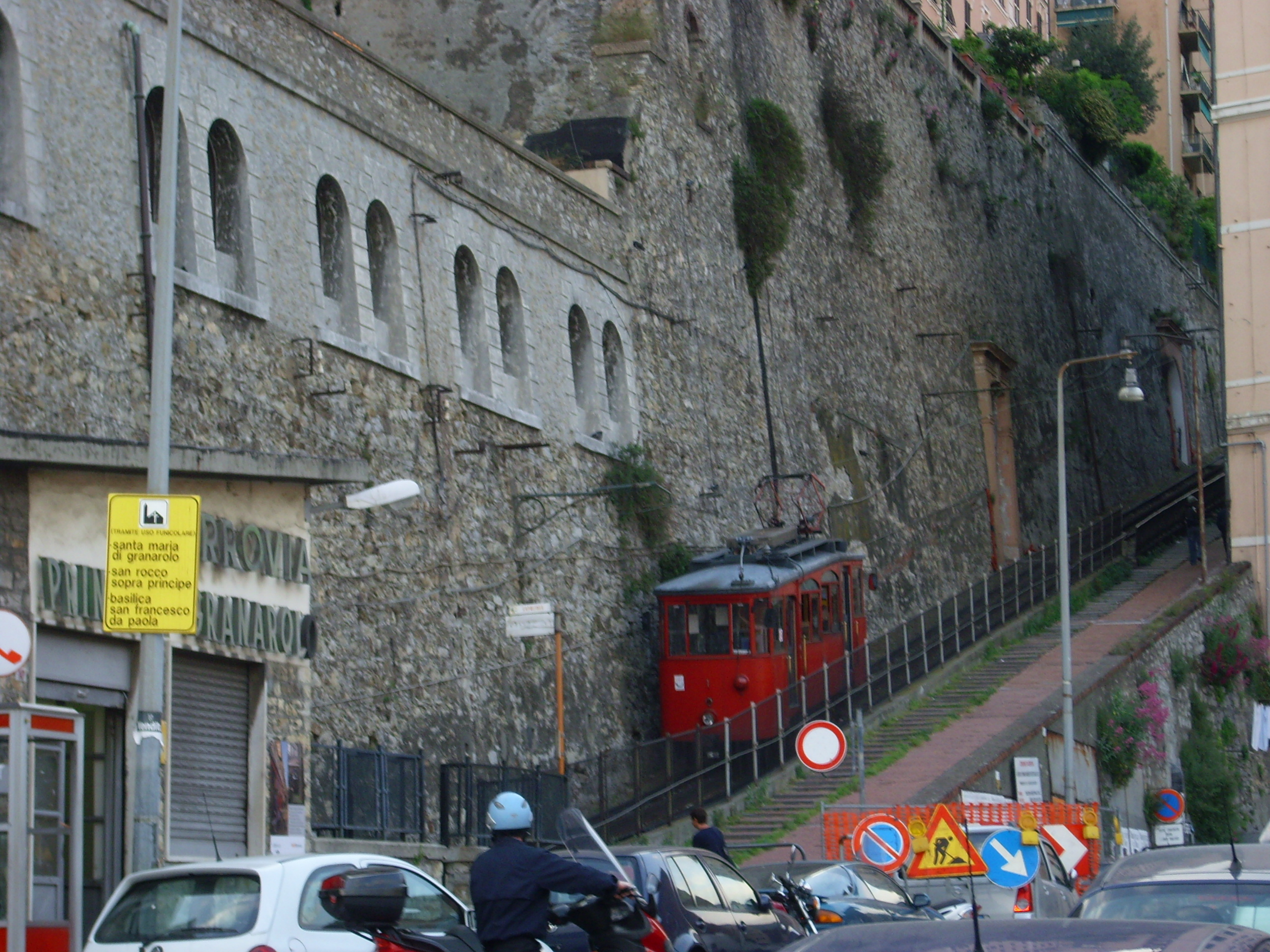
La ferrovia a Cremagliera Principe-Granarolo.

Nel 1999, a seguito di nuove norme legislative che impongono l'affidamento del servizio di trasporto pubblico tramite gara d'appalto, l'AMT viene privatizzata e torna ad essere società per azioni, anche se controllata al 100% dal Comune di Genova.
Nel 2002 i servizi extraurbani vengono ceduti alla nuova società controllata AMT Extra, che a più riprese sarà ceduta alla società Tigullio Pubblici Trasporti (controllata dall'amministrazione provinciale di Genova) e ribattezzata ALI - Autolinee Liguri Provincia di Genova. Successivamente la Tigullio Pubblici Trasporti e l'ALI si fonderanno determinando la nascita dell'ATP (Azienda Trasporti Provinciali S.p.A.)
Nel 2004 i servizi di manutenzione del parco mezzi e degli impianti passano alla nuova societa Azienda Mobilità e Infrastrutture (AMI) anch'essa di proprietà del Comune di Genova.
Nel 2005 il 41% della società viene acquisito dalla società TAG a sua volta controllata dalla francese Transdev per il 95% delle azioni e da Autoguidovie Italiane per il restante 5%.
Tra il 2003 ed il 2006, a seguito di lavori condotti a partire dal 1998, viene nuovamente prolungata la metropolitana, da Principe a piazza De Ferrari, passando per il Porto antico e per piazza Sarzano; la linea raggiungerà poi la stazione di Brignole nel 2012, per un totale di otto fermate e poco più di 7 km di lunghezza.
Nel 2007 è stata inaugurata una nuova filovia (linea 20), allungata fino al quartiere di Sampierdarena, ma il servizio è rimasto limitato al percorso risalente al 1998 (ad esclusione di un nuovo tratto realizzato per evitare il nuovo senso unico di via Balbi); il 5 maggio 2008 è iniziato l'utilizzo regolare dell'intera rete da piazza Vittorio Veneto a via Rimassa con l'impiego di nuovi mezzi snodati.

Logo non più in uso redatto al momento del controllo Transdev

Sempre nel 2007 si è sperimentato per la prima volta il collegamento via mare tra Pegli e il Porto antico, il cosiddetto "Navebus", servizio che è tuttora in vigore.
Dal 16 aprile 2010, a seguito dell'esito di una gara bandita dalla regione, è passata ad AMT la gestione della storica Ferrovia Genova-Casella per un periodo di nove anni prorogabili per altri sei.

### Il ritorno alla proprietà comunale
Il 3 marzo 2011 il gruppo RATP, tramite la controllata RATP Dev, ufficializza l'acquisizione, nell'ambito della sua uscita dal capitale sociale della stessa Transdev, di Transdev Genova S.r.l. (la controllata di Transdev detentrice della quota di partecipazione in AMT) che viene ridenominata RATP Dev Genova.
RATP decide tuttavia di non esercitare l'opzione per il rinnovo del contratto per un ulteriore triennio e rivende la propria quota al Comune di Genova; a decorrere dal 1º gennaio 2012, quindi, l'intero pacchetto azionario torna di proprietà del comune genovese che deve restituire a RATP l'importo precedentemente ricevuto da Transdev entro il gennaio 2013.
Si prevede per il secondo semestre del 2016, la privatizzazione di 20 linee AMT ad aziende private, con un bando.

### Fusione con ATP
Il 22 novembre 2017, il Consiglio metropolitano della Città metropolitana di Genova, a seguito del parere già espresso dagli enti controllanti le due società, ha approvato il progetto di fusione per incorporazione tra AMT S.p.A e ATP Azienda Trasporti Provinciali S.p.A.. La fusione è stata, quindi, deliberata nelle assemblee straordinarie di AMT S.p.A e ATP S.p.A tenutesi il 30 novembre 2017 e perfezionata il 28 febbraio 2018. In seguito alla fusione, ATP Esercizio, che gestisce i servizi extraurbani nella città metropolitana, è controllata da AMT che ne detiene la maggioranza.
Successivamente alla fusione, l'8 maggio 2018 l'azienda ha acquisito azioni proprie a seguito del recesso della Provincia della Spezia ed il successivo 27 giugno il Comune di Genova ha effettuato un aumento di capitale tramite la cessione dei sette treni di terza generazione in servizio sulla metropolitana.
L'11 ottobre 2019 un progetto di fusione per incorporazione di ATP Esercizio in AMT, già approvato dal Comune e dalla Città metropolitana di Genova, non è stato portato a termine per l'opposizione di Autoguidovie S.p.A., socio privato di minoranza in ATP Esercizio.
Nel 2020 la Città metropolitana di Genova ha deliberato l'affidamento diretto alla controllante AMT del servizio di trasporto del lotto 2 (comprendente le linee extraurbane e quelle urbane nei comuni diversi dal capoluogo); dal 1º gennaio 2021, dopo che il Consiglio di Stato aveva respinto una richiesta di sospensiva presentata dal socio privato di ATP, Autoguidovie, i mezzi ed il personale di ATP esercizio sono stati trasferiti ad AMT che è divenuta concessionaria del trasporto pubblico in tutti i 67 comuni della città metropolitana di Genova nonché in altri comuni delle confinanti province di Savona (Varazze, Urbe), della Spezia (Maissana, Varese Ligure, Carro, Deiva Marina, Framura, Bonassola, Levanto), di Piacenza (Ottone), Parma (Bedonia) e Alessandria (Arquata Scrivia).

## Azionisti
Al 31 dicembre 2018 il capitale sociale risultava così ripartito:
- Comune di Genova (94,94%)
- Città metropolitana di Genova (4,70%)
- Comune di Chiavari (0,09%)
- Comune di Rapallo (0,08%)
- Comune di Sestri Levante (0,07%)
- Comune di Lavagna (0,04%)
- Comune di Santa Margherita Ligure (0,04%)
- azioni proprie (0,03%)

## Servizi e impianti gestiti

### Trasporto multimodale
Il trasporto multimodale di AMT è così composto:
- 277 linee bus
- 8.430 fermate
- 654 capilinea
- 1 linea di Metropolitana
- 2 funicolari
- 13 ascensori
- Ferrovia a cremagliera Principe-Granarolo
- 1 linea veloce via mare (Navebus)
- Ferrovia Genova-Casella
- 2 linee a servizio dell'aeroporto (Volabus e Airlink)
- 31 servizi integrativi (di cui 14 linee Taxibus)
- 11 zone servite da servizio a chiamata (4 Drinbus e 7 Chiama il Bus)

### Rete
La rete:
- 2.503 km di rete su gomma
- 25,3 km su rotaia
- 13,4 km rete filoviaria
- 7,2 km di rete metropolitana
- 1,8 km su funicolare

### Impianti particolari
AMT gestisce inoltre alcuni sistemi di trasporto particolari:
- La funicolare Sant'Anna: collega piazza Portello a via Bertani; costruita nel 1891, fino al 1980 era dotata di un particolare funzionamento ad acqua.
- La funicolare Zecca-Righi: collega il centro della città alle alture del Righi, una delle zone più amate dai genovesi; venne costruita tra il 1895 e il 1897 in due tronconi diversi, che vennero unificati tra il 1964 e il 1966. Dopo questi interventi venne rinnovata altre due volte, l'ultima delle quali nel periodo compreso tra aprile e novembre 2010.

L'azienda possiede anche 15 ascensori pubblici, i più interessanti dei quali, dal punto di vista turistico e ingegneristico, sono:
- L'ascensore di Castelletto Levante: collega il centro della città (presso piazza Portello, in cui si trova anche la stazione a valle della funicolare Sant'Anna, situata a poche decine di metri di distanza) al punto panoramico di Spianata Castelletto; Giorgio Caproni gli dedicò la poesia L'Ascensore.
- L'ascensore Castello d'Albertis-Montegalletto collega la stazione di Piazza Principe al castello d'Albertis. Costruito nel 1929 e chiuso nel 1995, nel 2004 è stato trasformato in un innovativo impianto che coniuga la funicolare e l'ascensore: le cabine, infatti, percorrono parte del percorso in orizzontale e parte in verticale, effettuando una breve sosta tecnica tra i due percorsi.
- L'ascensore di Quezzi, inaugurato nel 2015, è uno dei pochi esempi di ascensore inclinato in servizio di trasporto pubblico e il primo in Italia a viaggiare su guida di corsa a doppia pendenza, con una stazione intermedia nel punto di cambio pendenza.
- L'ascensore Villa Scassi-Via Cantore, inaugurato il 29 dicembre 2016; come l'ascensore di Quezzi, è un ascensore inclinato a pendenza variabile, ma rappresenta un caso unico nel suo genere: partendo dal lato a valle, all'inizio il percorso corre quasi in orizzontale, poi la pendenza aumenta gradualmente fino a far diventare il percorso quasi verticale.
- L'ascensore del Ponte Monumentale, costruito nel 1959 e ristrutturato nel 1985 su progetto di Alberto Gollini, collega con un dislivello di 23 metri la centrale via XX Settembre con corso Andrea Podestà e il quartiere di Carignano.

## Ferrovia Genova-Casella
Nel 2010 all'AMT fu affidato, tramite procedura ad evidenza pubblica, l'esercizio della ferrovia Genova-Casella, di proprietà della Regione Liguria, per conto della quale AMT opera dunque come impresa ferroviaria e gestore dell'infrastruttura.

## Rimesse
L'AMT dispone attualmente a Genova delle seguenti rimesse:
- Gavette
- Foce
- Staglieno
- Sampierdarena
- Cornigliano

## La flotta
La flotta di AMT è attualmente composta da 898 autobus e filobus, prevalentemente dei modelli Van Hool New AG 300, Mercedes Citaro, Solaris Urbino, Iveco CityClass e Menarinibus Citymood. Sono anche presenti bus elettrici Rampini E80 (17 filobus, 78 autobus elettrici e 11 ibridi in ambito urbano)
Sono inoltre presenti 25 convogli per la linea metropolitana, 2 vetture per la ferrovia Principe-Granarolo e 4 veicoli impiegati sulle funicolari, oltre ai treni impiegati sulla ferrovia Genova-Casella.
Dal 1º gennaio 2021 fanno parte della flotta AMT anche i mezzi precedentemente di proprietà di ATP Esercizio,

## Galleria d'immagini

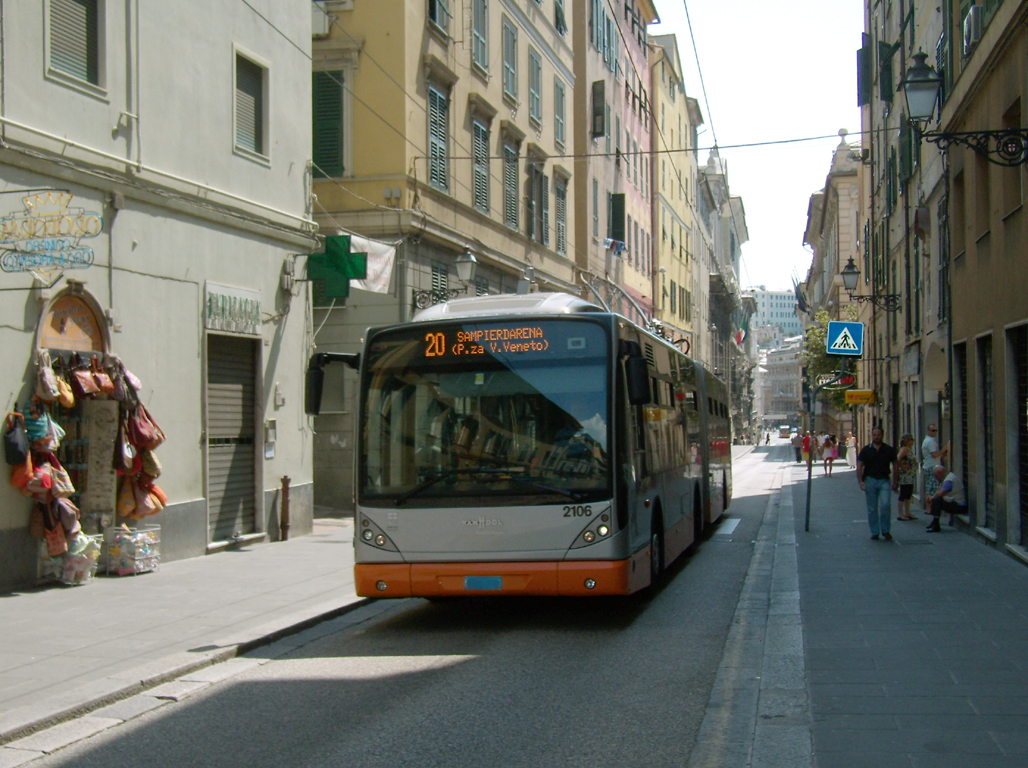
Filobus articolato Van Hool NewAG 300 T.
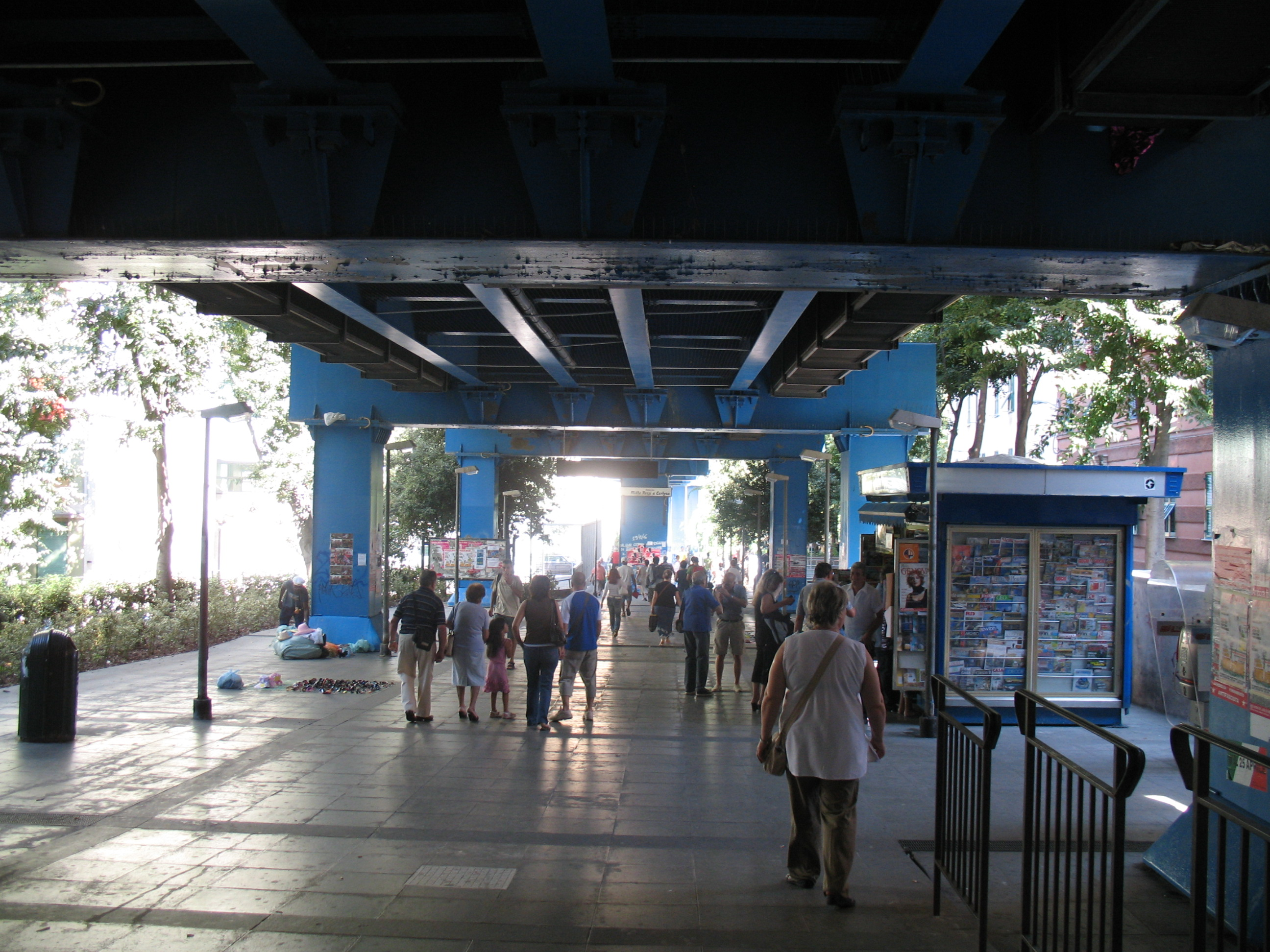
Fermata di Brin-Certosa della metropolitana genovese
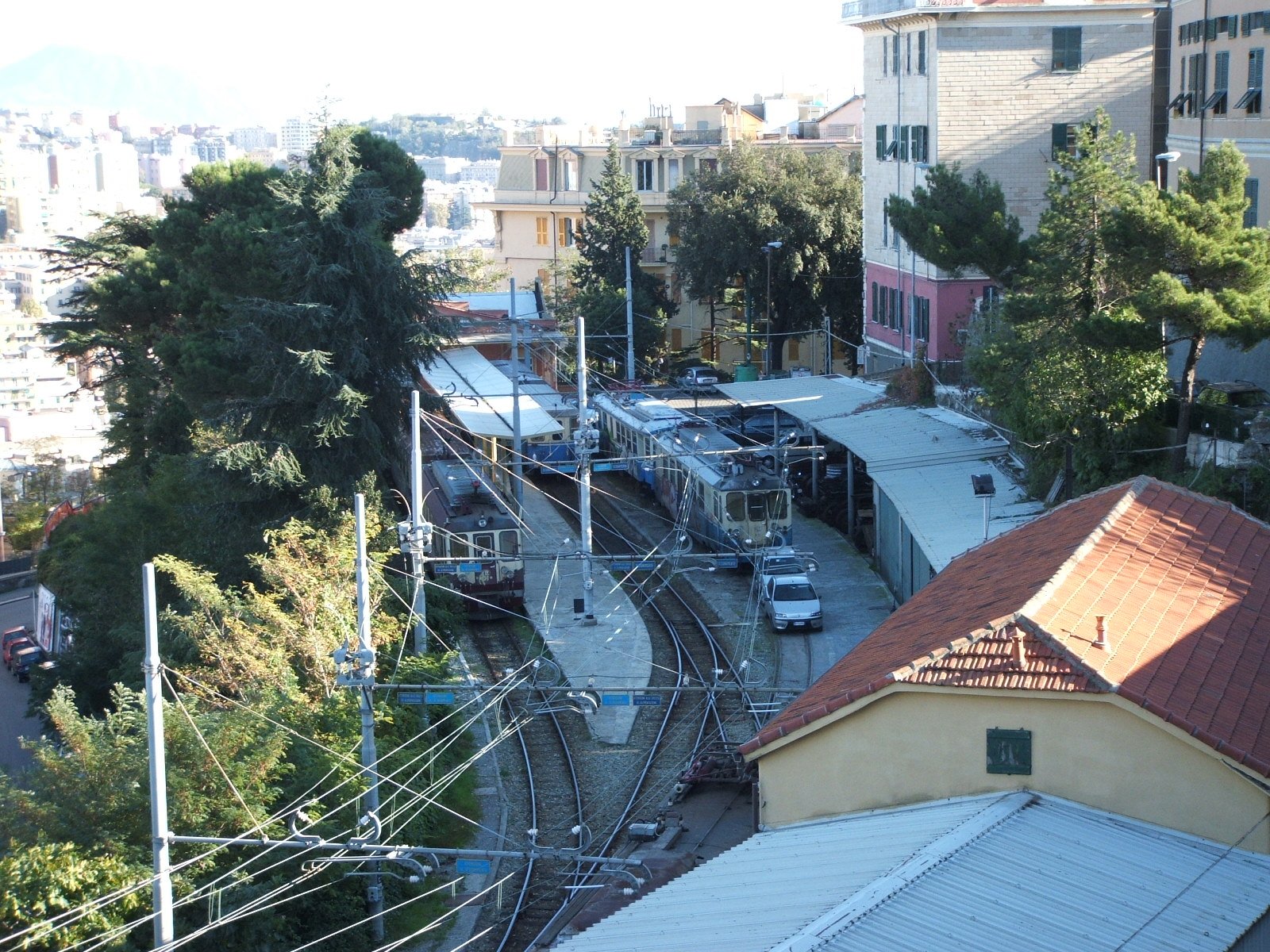
Ferrovia Genova - Casella
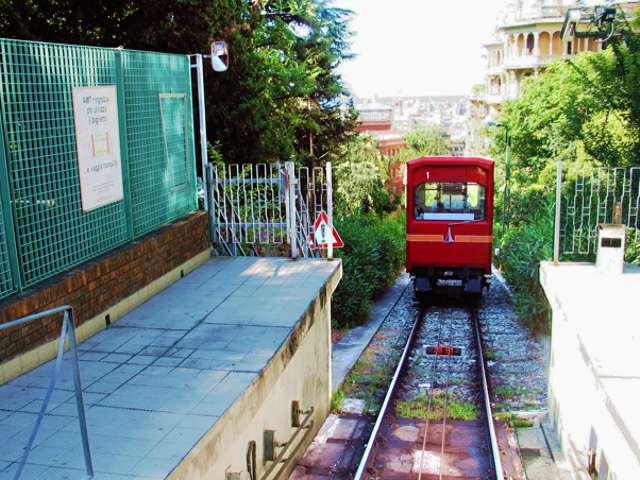
Funicolare Sant'Anna